# غايل غاردنر
غايل غاردنر (بالإنجليزية: Gayle Gardner)‏ هي معلقة رياضية أمريكية، ولدت في 1950.

## وصلات خارجية
- غايل غاردنر على موقع IMDb (الإنجليزية)